# الاتفاقية الزراعية الريفية 2020
تعد الاتفاقية الزراعية الريفية لعام 2020 (ARC2020) نفسها بأنها "منصة لأصحاب المصلحة المتعددين تضم أكثر من 150 شبكة من منظمات المجتمع المدني والمنظمات 22 دولة عضو في الاتحاد الأوروبي تدفع جميعها من أجل إصلاح السياسة الزراعية المشتركة للاتحاد الأوروبي (CAP) وقد نفذت عدة حملات لزيادة الوعي بين المواطنين والعالم السياسي حول الوضع الحالي للزراعة الأوروبية، مثل مسيرة الطعام الجيد.

## المنظمة
تأسست المنظمة في عام 2010 نتيجة عمل جروب دي بروج (وهي مؤسسة فكرية أوروبية متخصصة في الزراعة والتنمية الريفية)، وشبكة أوروبية من المشاريع المحلية في التنمية الريفية المستدامة تسمى منتدى التضافر، والمدرسة الأوروبية للصحفيين يسمى معهد الدراسات العليا للاتصالات الاجتماعية (IHECS) تمول من قبل مؤسسات أوروبية مختلفة.
الأهداف الرئيسية للااتفاقية (ARC2020) :
1. منح المجتمع المدني صوتًا قويًا في النقاش الذي يدور حول الإصلاح.
2. إعداد إجراءات مشتركة عبر الحدود الأوروبية.
3. تعبئة الأفراد والمنظمات بما يتجاوز المصالح التقليدية لأصحاب المصلحة.

كما أنها تمثل قضايا ومصالح متنوعة من حماية الطبيعة، وصحة الإنسان ورعاية الحيوان، إلى التعاون الإنمائي، والعدالة العالمية وتغيّر المناخ، وكذلك تلك الخاصة بالمزارعين التقليديين والعضويين وشبكات التنمية الريفية.

## روابط خارجية
- الصفحة الرئيسية ARC2020 .